# ČEZ Basketball Nymburk
ČEZ Basketball Nymburk – koszykarski klub z siedzibą w Nymburku w Czechach. Aktualnie zespół występuje w Národní Basketbalová Liga. Klub powstał w 1939 roku, wielokrotnie zmieniając nazwy. W 2004 roku zmienił nazwę na ČEZ Basketball, pod którą gra aż do dzisiaj. Głównym sponsorem klubu jest ČEZ, czeska spółka energetyczna.

## Największe sukcesy

### Sukcesy krajowe
- Národní Basketbalová Liga:
  -  1 miejsce (17x):  2004, 2005, 2006, 2007, 2008, 2009, 2010, 2011, 2012, 2013, 2014, 2015, 2016, 2017, 2018, 2019, 2021[4]
- Puchar Czech:
  -  Zwycięzca (15x): 2004, 2005, 2007, 2008, 2009, 2010, 2011, 2012, 2013, 2014, 2017, 2018, 2019, 2020, 2021[5]